# Aspekt sezonowy

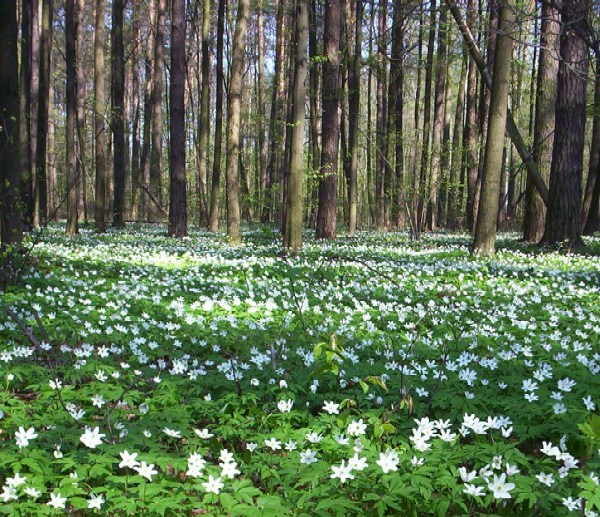
Aspekt wczesnowiosenny lasu grądowego z masowo kwitnącym zawilcem gajowym

Aspekt sezonowy, aspekt roślinny, aspekt fenologiczny, sezonowe stadia rozwoju zbiorowisk roślinnych – okresowy obraz zbiorowiska roślinnego kształtowany przez dominujący wizualnie etap rozwoju niektórych gatunków roślin (zwykle kwitnienie i owocowanie).
Przykładu serii wyraźnych aspektów sezonowych dostarcza zespół karpackich kośnych łąk reglowych (Gladiolo-Agrostidetum), w kolejnych okresach sezonu wegetacyjnego na łąkach tych kolejno dominują wizualnie: szafran wiosenny, gęsiówka Hallera, mniszek lekarski, jaskier ostry, latem wykształca się barwny aspekt wielogatunkowy. Klasyczne, wyraźnie kontrastujące wizualnie aspekty występują w lasach grądowych, w których wczesną wiosną, pod bezlistnymi koronami drzew wykształca się krótkotrwały aspekt wiosenny z zawilcami, fiołkami, złociami i ziarnopłonami.
Sezonowo zmienny wygląd zbiorowiska roślinnego ma istotny wpływ na jego postrzeganie i dokumentowanie metodami stosowanymi w badaniach fitosocjologicznych. Istnienie aspektów sezonowych musi być brane pod uwagę w badaniach fitosocjologicznych ponieważ w innym wypadku dokumentacja (zdjęcia fitosocjologiczne) zebrana w takim samym zbiorowisku o różnym aspekcie rozwoju może być przedstawiona jako dotycząca różnych zbiorowisk roślinnych. Dotyczy to w szczególności łąk o sezonowo różnych gatunkach dominujących wizualnie, co bywa przyczyną wyróżniania typów łąk na podstawie dominacji poszczególnych gatunków. Tymczasem w warunkach środkowoeuropejskich bardzo rzadko w zbiorowiskach wyraźnie dominuje jeden gatunek traw.
Badanie sezonowych stadiów rozwoju zbiorowisk (tzw. fenologia fitosocjologiczna) wymaga rejestracji w dokumentacji fitosocjologicznej stadiów rozwojowych roślin regularnie przez cały okres wegetacyjny. W efekcie tworzone są spektra fenologiczne zbiorowisk uwidaczniające zmienność aspektową zbiorowisk roślinnych. Klasyczne studia zmienności sezonowej zespołów roślinnych wykonane zostały w Polsce przez Teresę Krotoską w odniesieniu do grądów w 1961 r.